# Jon Oliva

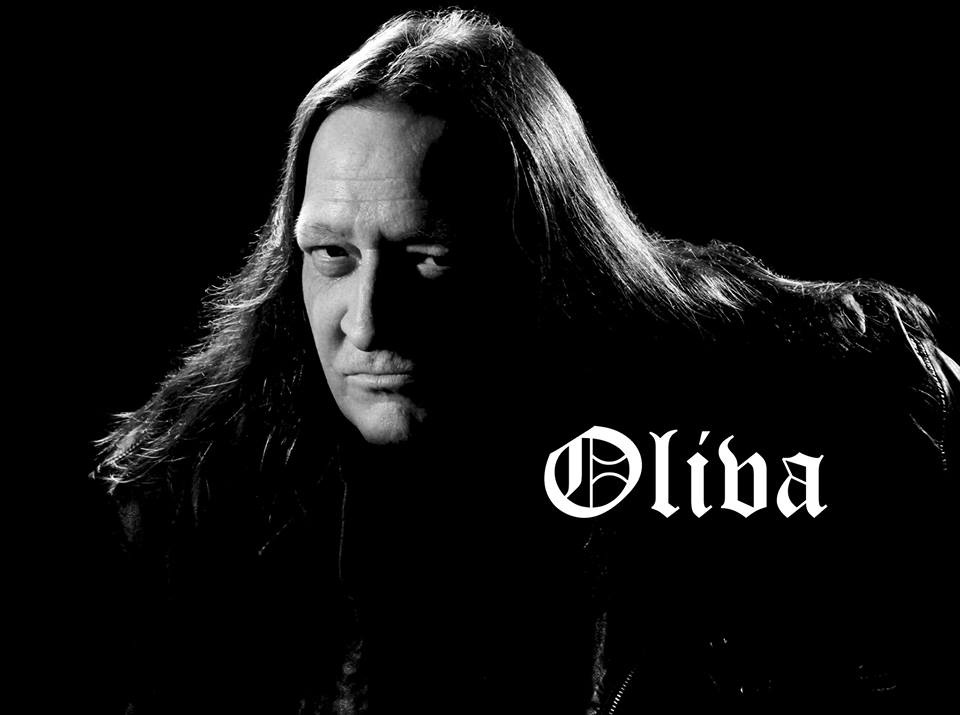
Jon Oliva em 2013

Jon Oliva (nascido John Nicholas Oliva em 22 de Julho de 1960) é um músico americano, mais conhecido por ter sido o fundador e vocalista da banda de heavy metal Savatage. O seu irmão mais novo era Criss Oliva, guitarrista e co-fundador da mesma banda.
Além do Savatage, ele já participou da banda Doctor Butcher é atualmente membro da Trans-Siberian Orchestra, do Jon Oliva's Pain e de sua banda solo.

## Discografia

### Savatage
- Sirens (1983)
- The Dungeons Are Calling (1984)
- Power of the Night (1985)
- Fight for the Rock (1986)
- Hall of the Mountain King (1987)
- Gutter Ballet (1989)
- Streets: A Rock Opera (1991)
- Edge of Thorns (1993)
- Handful of Rain (1994)
- Dead Winter Dead (1995)
- The Wake of Magellan (1998)
- Poets and Madmen (2001)

### Doctor Butcher
- 1994 - Doctor Butcher

### Jon Oliva's Pain
- 'Tage Mahal - 	2004
- Straight-Jacket Memoirs	- EP	 - 2006
- Maniacal Renderings	 - 	2006
- Global Warning	 - 	2008
- Festival	 - 	2010

### Trans-Siberian Orchestra
- 1996 - Christmas Eve and Other Stories
- 1998 - The Christmas Attic
- 2000 - Beethoven's Last Night
- 2004 - The Lost Christmas Eve
- 2009 - Night Castle
- 2015 - Letters from the Labyrinth

### Solo
- 2013 - Raise the Curtain[1]

### Participações
- 1996 - WWF Full Metal (vocal principal em "We're All Together Now")
- 2002 - Xiled to Infinity and One de Seven Witches (letras e vocal principal em "The Burning (Incubus Reprise)")
- 2005 - W.A.R.P.E.D. de Chris Caffery (vocal principal em  "Iraq Attack")
- 2006 - Phoenix de Saidian (vocal em "Crown of Creation")
- 2008-  A Salute to Metallica (vocal em  "Nothing Else Matters")
- 2010 - Angel of Babylon de Avantasia (vocal principal em  "Death is Just a Feeling")
- 2010 - Poetry for the Poisoned de Kamelot (vocal em  "The Zodiac")
- 2010 - Ophidia de Neverland (vocal em  "Invisible War")
- 2012 - Era de Elvenking (vocal em  "I Am the Monster")